# Akheilos
Akheilos è un demone marino della mitologia greca. È un ibrido tra un umano e uno squalo.

## Il mito
Akheilos è un semidio, figlio di Zeus e Lamia.
Vantandosi di essere più attraente di Afrodite, quest'ultima, per punirlo della sua vanità, lo trasformò in un demone marino a forma di squalo.